# Lou Dobbs
Louis Carl "Lou" Dobbs (Childress, 24 de setembro de 1945 – 18 de julho de 2024) foi um jornalista, apresentador de televisão e rádio americano, ultimamente estava na Fox Business Network. Apresentou o programa Lou Dobbs Tonight, na CNN, até novembro de 2009, quando anunciou no ar que estava deixando a emissora.
Nasceu no estado americano do Texas, e viveu tanto lá quanto no Idaho durante sua infância. Após se formar pela Universidade Harvard, trabalhou em órgãos governamentais e bancos antes de se tornar um repórter para diversas companhias locais. Trabalhou na CNN desde a fundação da emissora, em 1980, atuando como repórter e vice-presidente. Apresentou e foi editor-administrativo do programa Moneyline, na emissora, que estreou em 1980 e passou a se chamar Lou Dobbs Tonight em 2003. Dobbs apresenta um programa de rádio independente, Lou Dobbs Radio, e foi autor de diversos livros.
Dobbs se descrevia como um "populista independente", e foi conhecido pela sua oposição ao NAFTA e à aplicação das leis de controle de imigração. Recebeu diversos prêmios por seu trabalho, entre eles o Emmy, Peabody e o Cable ACE.
Após deixar a CNN em 2009, deu uma entrevista onde não abandonava a possibilidade de concorrer ao cargo de Presidente dos Estados Unidos nas eleições presidenciais de 2012 dos Estados Unidos, afirmando que a decisão final ficaria com sua esposa - embora o ex-senador Dean Barkley tenha o encorajado a concorrer. Dobbs também afirmou, através de um porta-voz, que está considerando concorrer a uma vaga no Senado dos Estados Unidos pelo estado da Nova Jérsei, no mesmo ano.

## Morte
Dobbs morreu no dia 18 de julho de 2024, aos 78 anos.

## Livros publicados
- Lou Dobbs, Independents Day: Awakening The American Spirit (2007). ISBN 978-0-670-01836-9.
- Lou Dobbs, Exporting America: Why Corporate Greed Is Shipping American Jobs Overseas (2004). ISBN 0-446-57744-8.
- Lou Dobbs, Space: The Next Business Frontier with HP Newquist (2001). ISBN 0-7434-2389-5
- Lou Dobbs, War on the Middle Class: How the Government, Big Business, and Special Interest Groups Are Waging War on the American Dream and How to Fight Back (2006). ISBN 0-670-03792-3.
- Ron Hira and Anil Hira, com prefácio de Lou Dobbs, Outsourcing America: What's behind Our National Crisis and how we can reclaim American Jobs. (AMACOM), American Management Association, (maio de 2005). ISBN 0-8144-0868-0.